# Halfparasiet

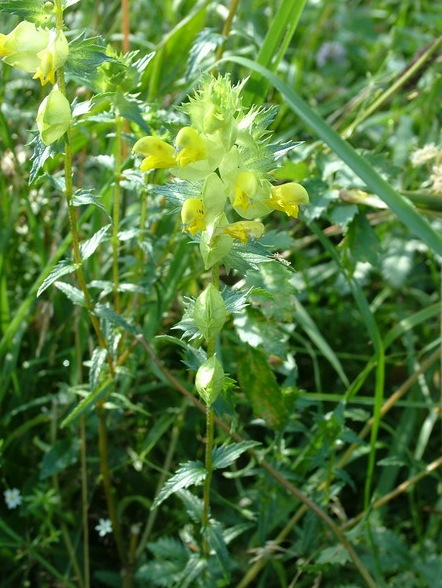
Een grote ratelaar.

Een halfparasiet is een fotosynthetische plant die zich in stand houdt ten koste van een ander organisme waarmee hij samenleeft (de gastheer) en waarvan water met de daarin opgeloste mineralen wordt opgenomen, maar niet de koolhydraatrijke fotosyntheseproducten. De echte parasieten onder de planten nemen deze stoffen echter wel op en kunnen zelf niet fotosynthetiseren: ze zijn dan ook niet groen.
Bekende voorbeelden van halfparasieten zijn maretak, ratelaarsoorten, ogentroostsoorten en zwartkorensoorten zoals hengel.